# Marie Frick
Marie Frick (* 21. März 1985 in Toul) ist eine französische Volleyballspielerin.

## Karriere
Frick begann ihre sportliche Karriere im Alter von neun Jahren. Von 2003 bis 2006 spielte sie bei ASPTT Mulhouse. Dann wechselte sie zu Vandœuvre Nancy. 2007 debütierte die Zuspielerin in der französischen Nationalmannschaft. 2009 ging sie weiter zu Pays d’Aix Venelles. 2010 wurde sie vom deutschen Bundesligisten Schweriner SC verpflichtet. In ihrer ersten Saison in Deutschland gewann sie die deutsche Meisterschaft. 2011/12 spielte sie beim Ligakonkurrenten Envacom Volleys Sinsheim. Danach kehrte Frick zurück nach Frankreich, wo sie bei CEP Poitiers St Benoit VB spielt und dort seit 2013 auch Co-Trainerin ist.